# Casimiro Vigodet Garnica
Casimiro Vigodet Garnica (Ferrol, 7 de desembre de 1787 - Cadis, 2 de gener de 1878) fou un militar i polític espanyol, ministre de Marina durant el regnat d'Isabel II d'Espanya.

## Biografia
En 1800 ingressà com a guardiamarina al Ferrol. Ascendit a alferes de fragata, el 1805 participà en la batalla de Trafalgar en l'esquadra de Federico Gravina. Fou fet presoner pels anglesos i quan fou alliberat fou ascendit a alferes de navili. Després va lluitar en la guerra del francès, i en 1812 fou ascendit a tinent de navili. El 1817 va ascendir a capità de fragata i el 1825 a capità de navili. En 1834 fou nomenat vocal de la Junta Superior de Govern de l'Armada i destinat a Madrid, on el 1836 fou ascendit a brigadier. De 1836 a 1839 fou comandant del Departament de Cartagena, càrrec que deixà quan fou nomenat ministre de Marina en el gabinet d'Evaristo Pérez de Castro. En 1840 fou nomenat membre del Consell de Govern i Direcció de l'Armada i del Tribunal Suprem de Guerra i Marina. En 1846 fou elegit diputat per Múrcia.
Després de formar part de diverses comissions per a la construcció de vaixells de guerra a Anglaterra en 1844 i 1849, en 1850 fou ascendit a tinent general i designat Capità General del Departament de Cadis. En 1852 fou nomenat novament ministre de Marina en el gabinet de Juan Bravo Murillo, i quan cessà fou nomenat vicepresident de l'Almirallat fins que el 1857 fou designat novament Capità General del Departament de Cadis. En 1858 fou ascendit a capità general i en 1869 a almirall. El 1851 fou nomenat senador vitalici, però no ocupà l'escó.